# Cyclo-cross de Kalmthout
Le cyclo-cross de Kalmthout est une épreuve de cyclo-cross organisée à Kalmthout en Belgique. Il a fait partie de la coupe du monde de cyclo-cross à trois reprises.
Le 8 avril 2014, les organisateurs de ce cyclo-cross annoncent sa disparition à cause de problèmes financiers.

## Palmarès

### Hommes
| Année | Vainqueur           | Deuxième            | Troisième           |
| ----- | ------------------- | ------------------- | ------------------- |
| 1991  | Danny De Bie        | Pascal Van Riet     | Dirk Pauwels        |
| 1992  | Paul Herijgers      | Danny De Bie        | Geert De Vlaeminck  |
| 1993  | Danny De Bie        | Paul Herijgers      | Adrie van der Poel  |
| 1994  | Paul Herijgers      | Peter Willemsens    | Adrie van der Poel  |
| 1995  | Peter Willemsens    | David Willemsens    | Arne Daelmans       |
| 1996  | Adrie van der Poel  | Richard Groenendaal | Peter Van Santvliet |
| 1997  | Richard Groenendaal | Sven Nys            | Marc Janssens       |
| 1998  | Bart Wellens        | Richard Groenendaal | Adrie van der Poel  |
| 1999  | Bart Wellens        | Sven Nys            | Adrie van der Poel  |
| 2000  | Sven Nys            | Richard Groenendaal | Tom Vannoppen       |
| 2001  | Bart Wellens        | Erwin Vervecken     | Richard Groenendaal |
| 2002  | Richard Groenendaal | Mario De Clercq     | Ben Berden          |
| 2003  | Bart Wellens        | Tom Vannoppen       | Maxime Lefebvre     |
| 2004  | Sven Nys            | Erwin Vervecken     | Ben Berden          |
| 2005  | Sven Nys            | Bart Wellens        | Petr Dlask          |
| 2006  | Sven Nys            | Francis Mourey      | Erwin Vervecken     |
| 2007  | Zdeněk Štybar       | Sven Nys            | Francis Mourey      |
| 2008  | Sven Nys            | Niels Albert        | Kevin Pauwels       |
| 2009  | Sven Nys            | Zdeněk Štybar       | Niels Albert        |
| 2010  | Tom Meeusen         | Sven Nys            | Kevin Pauwels       |
| 2011  | Niels Albert        | Bart Wellens        | Tom Meeusen         |
| 2012  | Sven Nys            | Niels Albert        | Tom Meeusen         |
| 2013  | Kevin Pauwels       | Lars van der Haar   | Klaas Vantornout    |

## Femmes
| - 1999 Hanka Kupfernagel - 2000-2001 pas de course - 2002 Daphny van den Brand - 2003 Daphny van den Brand (2) - 2004 Daphny van den Brand (3) | - 2005 Daphny van den Brand (4) - 2006 Hanka Kupfernagel (2) - 2007 Daphny van den Brand (5) - 2008 Daphny van den Brand (6) - 2009 Daphny van den Brand (7) | - 2010 Katherine Compton - 2011 Sanne van Paassen - 2012 Sanne Cant - 2013 Sanne Cant |